# Llista de volcans
Llista de volcans del món. La nota actiu significa que ha tingut com a mínim una erupció volcànica des de 1900.

## Àfrica
Illa de l'Ascensió
- Illa de l'Ascensió

Camerun
- Fako (actiu)
- Manengouba
- Ngaoundere Plateau
- Oku Volc Field

Cap Verd
- Brava
- Fogo
- São Vicente

Comores
- La Grille
- Le Kartala

Congo, República Democràtica del
- Karisimbi
- May-Ya-Moto
- Nyamuragira (actiu)
- Nyiragongo (actiu)
- Tshibinda
- Visoke
- Virunga (inactiu)

Djibouti
- Ardoukoba
- Boina
- Garbes
- Tiho

Guinea Equatorial
- San Carlos
- San Joaquin
- Santa Isabela

Eritrea
- Alid
- Assab
- Dubbi
- Gufa
- Jalua
- Mousa Alli
- Nabro

Etiòpia
- Adwa
- Afdera
- Alayta
- Ale Bagu
- Alu
- Alutu
- Asavyo
- Asmara
- Ayelu
- Beru
- Bilate River Field
- Bishoftu Volc Field
- Bora-Bericcio
- Borale Ale
- Borawli
- Boset-Bericha
- Butajiri-Silti Field
- Chiracha
- Corbetti Caldera
- Dabbahu
- Dabbayra
- Dalaffilla
- Dallol
- Dama Ali
- Dofen
- East Zway
- Erta Ale
- Fentale
- Gabillema
- Gada Ale
- Gedamsa Caldera
- Groppo
- Hayli Gubbi
- Hertali
- Hobicha Caldera
- Kone
- Korath Range
- Kurub
- Liado Hayk
- Ma Alalta
- Mallahle
- Manda Hararo
- Manda-Inakir
- Mat Ala
- Mega Basalt Field
- Mousa Alli
- O'a Caldera
- Sodore
- Sorkale
- Tat Ali
- Tepi
- Tosa Sucha
- Tullu Moje
- Yangudi

Kenya
- The Barrier
- Central Island
- Chyulu Hills
- Emuruangogolak
- Elmenteita Badlands
- Homa Mountain
- Mont Kenya
- Korosi
- Longonot
- Marsabit
- Mega Basaltfeld
- Menengai
- Namarunu
- Illa del Nord de Turkana
- Nyambeni Hills
- Ol Doinyo Eburru
- Ol Kokwe
- Olkaria
- Paka
- Segererua Plateau
- Silali
- Illa del Sud de Turkana
- Suswa

Líbia
- Haruj

Madagascar
- Ambre-Bobaomby
- Ankaizina
- Ankaratra Feld
- Itasy Vulkanfeld
- Nosy-Be

Ruanda
- Mont Karisimbi
- Muhavura
- Visoki

São Tomé i Príncipe
- São Tome

Sud-àfrica
- Marion Island
- Prince EdwardIsland

Sudan
- Bayuda Volc Field
- Jebel Maara
- Jebel Umm Arafieb
- Kutum Volc Field
- Meidob Volc Field

Tanzània
- Igwizi Hügel
- Izumbwe-Mpoli
- Kieyo
- Kilimanjaro (inactiu)
- Meru
- Ngozi
- Ol Doinyo Lengai
- Rungwe
- Usangu Basin

Tristan da Cunha
- Gough oder Diego Alvarez (inactiu)
- Inaccessible (inactiu)
- Queen Mary's Peak
- Tristan da Cunha (actiu)

Txad
- Emi Koussi (inactiu)
- Tarso Toh
- Tarso Tousside
- Tarso Voon

Uganda
- Bufumbira
- Bunyaruguru Feld
- Fort Portal Feld
- Katunga
- Katwe-Kikorongo Feld
- Kyatwa Volcanic Feld
- Muhavura

## Amèrica
Antilles
- The Quill
- Illa de Saba
- Pelé actiu

 Argentina
- Antofagasta de la Sierra
- Antofalla
- Aracar
- Caldera del Atuel
- Cerro Bayo
- Cerro Bonete (inactiu)
- Cerro el Condor
- Cerro Escorial
- Cerro Tuzgle
- Cerro Volcanico
- Cochiquito Volc Gruppe
- Copahué
- Cordón del Azufre
- Domuyo
- Falso Azufre
- Huanquihue Gruppe
- Lanín
- Lastarria
- Llullaillaco (actiu)
- Maipo
- Palei-Aike, camp volcànic
- Payun Matru
- Peinado
- Puesto Cortaderas
- Risco Plateado
- Robledo
- Sierra Nevada de Lagunas Bravas
- Socompa
- Tipas
- Trocon
- Tromen
- Tupungato

Bolívia
- Acotango
- Cerro Columa
- Cerro Moiro
- Cerro San Augustín
- Cerro Santa Isabel
- Cerro Yumia
- Cerros de Tocorpuri
- Escala
- Guayaques
- Irruputuncu
- Licancabur
- Macizo de Larancagua
- Macizo de Pacuni
- Nevado Anallajsi
- Neuvo Mundo
- Olca-Paruma
- Ollague
- Pampa Luxsar
- Parinacota
- Patilla Pata
- Quetena
- Sacabaya
- Sairecabur
- Sajama (inactiu)
- Tata Sabaya
- Uturuncu

Brasil
- Trindade

Canadà
- Alligator Lake
- Atlin, camp volcànic
- Fort Selkirk
- Camp volcànic de Tuya
- Camp volcànic d'Anahim
  - Nazko Cone
- Chilcotin Plateau Basalt
- Mont Garibaldi (inactiu)
  - Bridge River Cones
  - Mont Garibaldi
  - Garibaldi Lake
  - Mont Meager
  - Mont Price
- Camp volcànic de Stikine
  - Mont Edziza
  - Eve Cone
  - Heart Peaks
  - Hoodoo
  - Iskut-Unuk River Cones
  - Lava Fork
  - Pyramid Dome
  - Spectrum Range
  - Tseax Cone
  - Volcano Mountain
  - Volcano Mountain East
  - Williams Cone
- Camp volcànic de Wells Gray-Clearwater
  - Hyalo Ridge
  - Whitehorse Bluffs
  - Pyramid Mountain
- Wrangell Vulkangürtel

 Colòmbia
- Azufral
- Cerro Bravo
- Cerro Machín
- Cerro Negro de Mayasquer
- Cumbal
- Doña Juana
- Galeras
- Nevado de Santa Isabel
- Nevado del Huila
- Nevado del Tolima
- Nevado del Ruiz
- Petacas
- Puracé
- Romeral
- Sotará

Costa Rica
- Arenal
- Barva
- Cerro Tilaran
- Irazú
- Miravalles
- Orosí
- Platanar
- Poás
- Rincon de la Vieja
- Tenorio
- Turialba
- bushee

Dominica
- Morne aux Diables
- Morne Diablotins
- Morne Plat Pays
- Morne Trois Pitons
- Morne Watt

Equador
- Altar
- Antisana
- Atacazo
- Carihuairazo
- Cayambe (actiu)
- Chacana
- Chimborazo
- Corazón
- Cotacachi
- Cotopaxi (actiu)
- Ilaló
- Illiniza
- Imbabura
- Mojanda
- Pichincha (actiu)
- Pululahua
- Quilotoa
- Reventador (actiu)
- Rumiñahui
- Sangay (actiu)
- Soche
- Sumaco
- Tungurahua (actiu)

El Salvador
- Apaneca
- Cerro Cinotepeque
- Cerro Singuil
- Chinameca
- Coatepeque Caldera
- Conchaguita
- El Tigre
- Guazapa
- Ilopango
- Izalco
- Laguna Aramuaca
- San Diego
- San Miguel
- San Salvador
- San Vicente
- Volcà de Santa Ana (actiu)
- Taburete
- Tecapa
- Usulutan

 Estats Units
- Alaska
  - Mont Adagdak
  - Mont Akutan
  - Mont Amak
  - Mont Amukta
  - Mont Aniakchak
  - Mont Atka
  - Mont Augustine
  - Black Peak
  - Mont Bobrof
  - Bogoslof
  - Mont Buldir
  - Buzzard Creek
  - Mont Carlisle
  - Mont Chagulak
  - Mont Chiginagak
  - Mont Churchill
  - Mont Cleveland
  - Mont Dana (Alaska)
  - Mont Davidof
  - Mont Denison
  - Devils Desk
  - Mont Douglas
  - Duncan Canal
  - Mont Dutton
  - Mont Edgecumbe
  - Emmons Lake
  - Mont Fisher
  - Mont Frosty
  - Fourpeaked
  - Mont Gareloi
  - Great Sitkin
  - Mont Gordon
  - Mont Griggs
  - Mont Hayes
  - Mont Herbert
  - Mont Iliamna
  - Imuruk Lake
  - Ingakslugwat Hills
  - Mont Isanotski
  - Mont Kagamil
  - Mont Kaguyak
  - Mont Kanaga
  - Mont Kasatochi
  - Mont Katmai
  - Mont Kialagvik
  - Mont Kiska
  - Mont Koniuji
  - Mont Kukak
  - Mont Kupreanof
  - Kookooligit Mountains
  - Little Sitkin
  - Mont Mageik
  - Mont Makushin
  - Mont Martin
  - Mont Moffett
  - Novarupta
  - Nunivak Island
  - Mont Okmok
  - Mont Redoubt
  - Mont Roundtop
  - Saint Michael
  - Mont Pavlof
  - Pavlof Sister
  - Mont Recheshnoi
  - Mont Sanford
  - Mont Seguam
  - Mont Segula
  - Mont Semisopochnoi
  - Mont Sergief
  - Mont Shishaldin
  - Mont Steller
  - Snowy Mountain
  - Mont Spurr
  - Mont Stepovak
  - Mont Takawangha
  - Mont Tanaga
  - Mont Trident
  - Ugashik-Peulik
  - Ukinrek Maars
  - Mont Uliaga
  - Mont Veniaminof
  - Mont Vsevidof
  - Mont Westdahl
  - Mont Wrangell
  - Mont Yantarni
  - Mont Yunaska
- Arizona
  - Sunset Crater
  - Uinkaret Field
- Califòrnia
  - Amboy
  - Big Cave
  - Black Butte
  - Brushy Butte
  - Volcà Clear Lake
  - Coso Volcanic Field
  - Eagle Lake Field
  - Golden Trout Creek
  - Inyo Craters
  - Lassen Peak
  - Lavic Lake
  - Long Valley Caldera
  - Mammoth Mountain
  - Medicine Lake
  - Mono Craters
  - Red Cones
  - Mont Shasta
  - Tumble Buttes
  - Twin Buttes
  - Ubehebe Craters
- Colorado
  - Dotsero
- Hawaii
  - Haleakala (inactiu)
  - Hualalai (inactiu)
  - Kilauea (actiu)
  - Kohala (extingit)
  - Loihi (actiu)
  - Mauna Kea (extingit)
  - Mauna Loa (actiu)
- Idaho
  - Craters of the Moon
  - Hell's Half Acre
  - Shoshone Lava Field
  - Wapi Lava Field
- Nevada
  - Steamboat Springs
- Nou Mèxic
  - Capulin
  - Carrizozo
  - Valles Caldera
  - Zuni Bandera
- Oregon
  - Mont Bachelor
  - Mont Bailey
  - Belknap Crater
  - Blue Lake Crater
  - Broken Top
  - Cinnamon Butte
  - Mont Mazama (Crater Lake)
  - Davis Lake
  - Devil's Garden
  - Diamond Craters
  - Four Craters Lava Field
  - Mont Hood (actiu)
  - Jackie's Butte
  - Mont Jefferson
  - Jordan Craters
  - Mont McLoughlin
  - Newberry Caldera
  - Saddle Butte
  - Sand Mountain Field
  - Mont Thielsen
  - Three Sisters
  - Three-Fingered Jack
  - Squaw Ridge Lava Field
  - Mount Washington
- Saipan
  - Mont Tapochau
- Utah
  - Bald Knoll
  - Black Rock Desert
  - Markagunt Plateau
  - Santa Clara
- Washington
  - Mont Adams
  - Mont Baker
  - Glacier Peak
  - Indian Heaven
  - Mont Rainier
  - Mont Saint Helens (actiu)
  - West Crater
- Wyoming
  - Devil's Tower
  - Caldera de Yellowstone

Illes Galàpagos
- Alcedo
- Cerro Azul
- Darwin
- Ecuador
- Fernandina
- Floreana
- Genovesa
- Marchena
- Pinta
- San Cristóbal
- Santa Cruz (illa volcànica)
- Illa Santiago
- Sierra Negra
- Wolf

Grenada
- St. Catherine

Groenlàndia
- Yali
- Malia Vgethi (inactiu)

Guadeloupe
- Soufriere Guadeloupe

Guatemala
- Acatenango (actiu)
- Agua
- Almolonga
- Volcà d'Atitlan
- Cerro Santiago
- Chingo
- Chiquimula
- Cuilapa-Barbarena
- Flores
- Fuego
- Ipala
- Ixtepeque
- Moyuta
- Pacaya
- Quezaltepeque
- San Pedro
- Santa María
- Santo Tomás
- Suchitán
- Tacaná
- Tahual
- Tajumulco
- Tecuamburro
- Tolimán

Hondures
- Illa el Tigre
- Illa Zacate Grande
- Utila
- Llac Yojoa

Martinica
- Mont Pelée (actiu)

Mèxic
- Los Atlixcos
- Bárcena
- Ceboruco
- Cerro Prieto
- Chichinautzin
- El Chichon
- Cofre de Perote
- Colima
- Comondu-La Purisma
- Coronado
- Las Cumbres
- Duranco, camp volcànic
- La Gloria
- Gudalupe
- Los Humeros
- Iztaccíhuatl (inactiu)
- Jaraguay, camp volcànic
- Jocotitlan
- La Malinche
- Mascota, camp volcànic
- Michoacán-Guanajuato
- Naolinco, camp volcànic
- Nevado de Toluca
- Papayo
- Paricutin (actiu)
- Pico de Orizaba
- Pinacate
- Popocatépetl (actiu)
- San Borja, camp volcànic
- Isla San Luis
- San Martín
- San Quintín, camp volcànic
- Sanganguey
- Serdan-Oriental
- Socorro
- Tacana
- Isla Tortuga
- Tres Virgenes
- Zitacuaro-Valle de Bravo
- Teide

Montserrat
- Soufrière Hills (actiu)

Nicaragua
- Apoyeque
- Cerro el Ciguatepe
- Cerro Negro
- Concepción
- Cosiguina
- Estelli
- Granada
- Las Lajas
- Las Pilas
- Maderas
- Masaya
- Mombacho
- Momotombo
- Nejapa-Miraflores
- Rota
- San Cristobal
- Telica
- Volcan Azul
- Zapatera

Panamà
- Barú
- El Valle
- La Yeguada

Perú
- Ampato
- Chupiquiña
- Coropuna
- El Misti
- Huaynaputina
- Nevado Chachani
- Nevados Casiri
- Nevados Firura
- Quimsachata
- Sabancaya
- Ticsani
- Tutupaca
- Ubinas
- Yucamane

Saint Kitts i Nevis
- Mont Liamuiga
- Nevis Peak

Saint Lucia
- Qualibou

Saint Vincent i les Grenadines
- Soufriere inactiu

Sandwich del Sud, illes
- Illa Bristol
- Illa Candlemas
- Hodson
- Illa Leskov
- Illa Montagu
- Illa Thule
- Zavodovski

Xile
- Acamarachi
- Acotango
- Aguilera
- Antillanca grup
- Antuco
- Arintica
- Aucanquilcha
- Cabaray
- Caburgua-Huelemolle
- Caichinque
- Calabozos
- Calbuco
- Carran-Los Venados
- Cayutue-La Vigueria
- Cay
- Cerro Azul
- Cerro Chapulul
- Cerro de Azulfre
- Cerro del Leon
- Cerro Escorial
- Cerro Hudson
- Cerro Pantoja
- Cerro Pina
- Cerro Tujle
- Cerros Tocorpuri
- Chaitén
- Chiliques
- Colachi
- Collaqui
- Copahue
- Copiapo
- Corcovado (inactiu)
- Cordón Caulle
- Cordón de Puntas Negras
- Cordón del Azufre
- Cuernos del Diablo
- Rano Raraku
- Falso Azufre
- Fueguino
- Guallatiri
- Gauyaques
- Descabezado Grande
- Decabezado Chico
- Hornopirén
- Hualiaque
- Huequi
- Irruputuncu
- Isluga
- Lascar
- Laguna del Maule
- Laguna Marinqui
- Laguna Verde
- Lanín
- Lastarria
- Lautaro
- Lexone
- Licancabur
- Linzor
- Llaima
- Llullaillaco (actiu)
- Lomas Blancas
- Lonquimay
- Maca
- Melimoyu
- Mencheca
- Mentolat
- Maipo
- Minchinamavida
- Miniques
- Mocho-Choshuenco
- Monte Burne
- El Negrillar
- Nevado de Incahuasi
- Nevado de Longavi
- Nevados de Chillan
- Ojos del Salado (actiu)
- Olca-Paruma
- Ollague
- Osorno
- Palena Volc Gruppe
- Palei-Aike, camp volcànic
- Palomo
- Paniri
- Parinacota
- Planchon-Peteroa
- Puchuldiza
- Pular
- Puntiagudo-Cordon Cenizos
- Purico Complex
- Putana
- Puyehe
- Puyuhuapi
- Quetrupillan
- Reclus
- Resago
- Robinson Crusoe
- Sairecabur
- San Félix
- San José
- San Pedro-Pellado
- Sierra Nevada de Lagunas Bravas (estratovolcà)
- Socompa
- Sollipulli
- El Solo
- Tarapaca
- Tacora (inactiu)
- El Tatio
- Tilocalar
- Tinguiririca
- Tolhuaca
- Tupungato (actiu)
- Tupungatito
- Villarrica
- El Volcán
- Yanteles
- Yate

## Antàrtida
- Mont Andrus (extingit)
- Mont Berlin (actiu)
- Bridgeman Island
- Deception Island
- Mont Erebus (inactiu)
- Gaussberg (inactiu)
- Muntanyes Hudson
- Mont Melbourne (actiu)
- Paulet
- Penguin Island
- Mont Siple (actiu)
- Mont Takahe (inactiu)
- Toney Mountain (inactiu)
- Mont Waesche (inactiu)
- Mont Overlord (extingit)
- Mont Terror (extingit)
- Mont Discovery (extingit)
- Mont Morning (extingit)
- Mont Moulton (extingit)
- Mont Sidley (extingit)
- Mont Hampton (extingit)
- Mont Steere (extingit)
- Mont Frakes (extingit)
- Mont Murphy (extingit)

Illes Balleny
- Buckle Island
- Sturge Island
- Young Island

## Àsia
Afganistan
- Grup Dacht-i-Navar
- Grup Vakak

Aràbia Saudita
- Harrat ar Rahah
- Harrat Ithnayn
- Harrat Khaybar
- Harrat Kishb
- Harrat Lunayyir
- Harrat Rahat
- Harrat 'Uwayrid
- Jabal Yar

Armènia
- Agmagan-Karadag
- Aragats
- Dar-Alages
- Porak
- Tshouk-Karckar

Corea del Nord
- Ch'uga-ryong
- Xianjindao

Corea del Sud
- Ch'uga-ryong
- Halla
- Ulreung

Filipines
- Illes Babuyan
  - Babuyan Claro
  - Camiguin de Babuyanes
  - Didicas
- Illa Batan
  - Iraya
- Luzon
  - Grup Ambalatungan
  - Amorong
  - Arayat
  - Banahaw
  - Bulusan
  - Cagua
  - Isarog
  - Iriga
  - Jalajala
  - Labo
  - Laguna Vulkanfeld
  - Malinao
  - Malinding
  - Makiling
  - Mariveles
  - Masaraga
  - Mayon
  - Natib
  - Panay
  - Patoc
  - Pinatubo (actiu)
  - Pocdol
  - Santo Tomas
  - Taal
- Mindanao
  - Apo
  - Balatocan
  - Balut
  - Calayo
  - Camiguin
  - Hibok-hibok
  - Kalatungan
  - Latukan
  - Leonard Range
  - Makaturung
  - Malindang
  - Matumtum
  - Paco
  - Parker
  - Ragang
- Arxipèlag Sulu
  - Bud Dajo
- Visayas
  - Biliran
  - Cabalían
  - Canlaon
  - Magaso
  - Mahagnoa
  - Mandalagan
  - Silay

Iemen
- Bir Borhut
- Harra es-Sawad
- Harra of Arhab
- Harra of Bal Haf
- Harras of Dhamar
- Jabal el-Marha
- Jabal Hamman Demt
- Jabal Haylan

Índia
- Illes Andaman
  - Barren Island
  - Narcondum

Indonèsia
- Krakatau (actiu)
- Rakata
- Adonara
  - Iliboleng
- Bali
  - Mont Agung
  - Mont Batur
  - Bratan
- Bacan
  - Amasing
  - Bibinoi
- Banda
  - Banda Api
  - Manuk
  - Nila
  - Serua
  - Teon
- Damar
  - Wurlali
- Flores
  - Ebulobo
  - Egon
  - Ilimuda
  - Inielika
  - Inierie
  - Iya
  - Kelimutu
  - Leroboleng
  - Lewotobi
  - Ndete Napu
  - Poco Leok
  - Ranakah
  - Riang Kotang
  - Sukaria Caldera
  - Wai Sano
- Halmahera
  - Dukono
  - Gamalama
  - Gamkonora
  - Hiri
  - Ibu
  - Jailolo
  - Mare
  - Moti
  - Tarakan
  - Tidore
  - Tigalalu
  - Tobaru
  - Todoko-Ranu
- Java
  - Arjuno-Welirang
  - Baluran
  - Cereme
  - Danau Complex
  - Dieng Volc Complex
  - Galunggung
  - Gede
  - Guntur
  - Kawi-Butak
  - Kelut
  - Lawu
  - Karang
  - Kawah Kamojang
  - Kawah Karaha
  - Kelut
  - Kendang
  - Kiabares-Gagak
  - Ijen
  - Iyang-Argapura
  - Lamongan
  - Lurus
  - Malabar
  - Melang Plain
  - Merbabu
  - Mont Merapi
  - Papandayan
  - Patuha
  - Penanggungan
  - Perbakti
  - Raung
  - Salak
  - Semeru
  - Slamet
  - Sumbing
  - Sundoro
  - Talagabodas
  - Tampomas
  - Tangkubanparahu
  - Telomoyo
  - Tennger Caldera
  - Ungaran
  - Wayang-Windu
  - Wilis
- Komba
  - Batu Tara
- Lesser Sunda Inseln
  - Paluweh
  - Sangeang Api
- Lomblen
  - Ililabalekan
  - Iliwerung
  - Lewotolo
- Lombok
  - Rinjani
- Pantar
  - Sirung
- Sulawesi
  - Ambang
  - Colo
  - Klabat
  - Mahawu
  - Sempu
  - Soputan
  - Tongkoko
- Sumbawa
  - Tambora (actiu)
- Sumatra
  - Belirang-Beriti
  - Besar
  - Bukit Daun
  - Bukit Lumut Balai
  - Dempo
  - Geureudong
  - Gunung Kerinci
  - Gunung Tujuh
  - Helatoba-Tarutung
  - Hulubelu
  - Hutapanjang
  - Imun
  - Kaba
  - Kembar
  - Kerinci
  - Kunyit
  - Lubukraya
  - Marapi
  - Patah
  - Pendan
  - Peuet Sague
  - Pulau Weh
  - Rajabasu
  - Ranau
  - Sarik-Gajah
  - Sekincau Belirang
  - Seluwah Agam
  - Sibayak
  - Sibualbuali
  - Sinabung
  - Sorikmarapi
  - Sumbing
  - Suoh
  - Talakmau
  - Talang
  - Tandikat
  - Toba (inactiu)

Iran
- Bazman
- Damavand
- Qal'eh Hasan Ali
- Sabalan
- Sahand
- Taftan

Japó
- Illa Hokkaido:
  - Akan
  - Daisetsu
  - E San
  - Komaga Take
  - Kutcharo
  - Kuttara
  - Mashu
  - Nigorigawa
  - Nipesotsu Upepesanke
  - Niseko
  - Oshima Oshima
  - Rausu
  - Rishiri
  - Shikotsu
  - Shiretoko Iwo Zan
  - Shiribetsu
  - Tokachi
  - Usu
  - Yotei
- Illa Honshu:
  - Abu
  - Adatara
  - Akagi
  - Akita-Komaga-Take
  - Akita-Yake-Yama
  - Asama
  - Azuma
  - Bandai
  - Chokai
  - Fujisan (inactiu)
  - Hachimantai
  - Grup Hakkoda
  - Hakone
  - Haku-San
  - Haruna
  - Hiriori
  - Hiuchi
  - Iwaki
  - Iwate
  - Izu-Tobu
  - Kanpu
  - Kurikoma
  - Kusatsu-Shirane
  - Megata
  - Mutsu-Hiuchi-Dake
  - Myoko
  - Nantai
  - Narugo
  - Nasu
  - Niigata-Yake-Yama
  - Nikko-Shirane
  - Norikura
  - Numazawa
  - Oki-Dogo
  - Grup Omanago
  - Ontake
  - Osore-Yama
  - Sanbe
  - Shiga
  - Takahara
  - Tate-Yama
  - Tateshina
  - Towada
  - Washiba-Kumontaira
  - Yake-Dake
  - Zao
- Illa Kyushu:
  - Aso
  - Ibusuki Vulkanfeld
  - Kirishima
  - Kuju
  - Sakurajima
  - Sumiyoshi-Ike
  - Tsurumi
  - Unzen
- Illa Izu:
  - Aoga-Shima
  - Hachijo-Jima
  - Kozu-Shima
  - Mikura-Jima
  - Miyake-Jima
  - Nii-Jima
  - Oshima
  - To-Shima
  - Tori-Shima
- Illa Ryukyu:
  - Akuseki-Jima
  - Iriomote-Jima
  - Iwo-Tori-Shima
  - Kikai
  - Kuchin-Shima
  - Kuchinoerabu-Jima
  - Nakano-Shima
  - Suwanose-Jima
- Illes volcàniques:
  - Iwo-Jima
  - Kita-Iwo-Jima
  - Nishino-Shima

Mongòlia
- Bus-Obo
- Dariganga Vulkanfeld
- Khanuy Gol
- Middle Gobi
- Taryatu-Chulutu

Myanmar
- Lower Chindwin
- Popa
- Singu Plateau

Rússia
- Azas
- Balagan-Tas
- Elbrús
- Oka
- Sikhoté-Alín
- Tunkin Depression
- Udokan
- Kamtxatka
  - Akadèmia Naük
  - Akhtang
  - Alney-Chashakondzha
  - Alngey
  - Anaun
  - Asacha
  - Atlasova
  - Avachinsky
  - Bakening
  - Barkhatnaya Sopka
  - Belenkaya
  - Beli
  - Bezymianny
  - Bliznets
  - Boleshe-Bannaya
  - Bolshoi Palyapan
  - Bolshoi Semiachik
  - Bolshoi-Kekuknaysky
  - Cherny
  - Cherpuk Gruppe
  - Diky Greben
  - Dzenzursky
  - Eggella
  - Elovsky
  - Fedotych
  - Gamchen
  - Geodesistoy
  - Golaya
  - Gorely
  - Gorny Institute
  - Ichinsky
  - Iettunup
  - Iktunup
  - Ilyinsky
  - Kaileney
  - Kambalny
  - Kamen
  - Karymsky
  - Kebeney
  - Kekurny
  - Kell
  - Khangar
  - Khodutka
  - Kikhpinych
  - Kizimen
  - Kliuchevskoi
  - Kljutschewskaja Sopka (actiu)
  - Komarov
  - Koryaksky
  - Koshelev
  - Kostakan
  - Kozyrevsky
  - Krainy
  - Krasheninnikov
  - Kronotski
  - Ksudach
  - Kulkev
  - Kurile Lake
  - Leutongey
  - Maly Payalpan
  - Maly Semiachik
  - Mashkovtsev
  - Mezhdusopochny
  - Mutnovsky
  - Olkoviy
  - Opala
  - Ostanets
  - Ostry
  - Otdelniy
  - Ozernoy
  - Piratkovsky
  - Plosky
  - Plosky Volc Gruppe
  - Pogranychny
  - Romanovka
  - Schmidt
  - Sedankinsky
  - Severny
  - Shishel
  - Shiveluch
  - Snegovoy
  - Snezhniy
  - Taunshits
  - Titila
  - Tolbàtxik
  - Tolmachev Dol
  - Tundroviy
  - Tuzovsky
  - Udina
  - Uka
  - Uksichan
  - Ushkovsky
  - Uzon
  - Veer
  - Verkhovoy
  - Vilyuchik
  - Visokiy
  - Voyampolsky
  - Vysoky
  - Zaozerny
  - Zavaritski
  - Zimina
  - Zheltovsky
  - Zhupanovsky
- Illes Kurils
  - Alaid
  - Atsonopuri
  - Baransky
  - Berutarube
  - Bogotayr Ridge
  - Chikurachki
  - Chirinkotan
  - Chirip
  - Chirpoi
  - Demon
  - Ebeko
  - Ekarma
  - Fuss Peak
  - Golets-Tronyi Gruppe
  - Golovnin
  - Goriaschaia Sopka
  - Grozni Gruppe
  - Ivao Gruppe
  - Karpinsky Gruppe
  - Ketoi
  - Kharimkotan
  - Kolokol Gruppe
  - Kuntomintar
  - Lomonsov Gruppe
  - Lvinaya Past
  - Medvezhia
  - Mendeléiev
  - Milne
  - Neme Peak
  - Prevo Peak
  - Raikoke
  - Rasshua
  - Rudakov
  - Sarychev Peak
  - Shirinki
  - Sinarka
  - Smirnov
  - Tao-Rusyr Caldera
  - Tiatia
  - Tri Sestry
  - Urataman
  - Ushishur
  - Vernadskii Ridge
  - Zavaritski Caldera

Síria
- Es Safa
- Sharat Kovekab

Taiwan
- Kueishanto
- Pengchiahsu
- Tatun Gruppe

Turquia
- Acigol-Nevsehir
- Mont Ararat
- Erciyes Dağı
- Girekol
- Göllü Dağ
- Hasan Dağı
- Karaca Dağ
- KarapınarField
- KarsPlateau
- Kula
- Mont Nemrut (Nemrut Dağı)
- Süphan Dağı (inactiu)
- Tendurek Dağı

Vietnam
- Bas Dong Nai
- Cu-Lao Re Gruppe
- Haut Dong Nai
- Toroeng Prong

Xina
- Baitoushan
- Honggeertu
- Jingpohu
- Keluo Gruppe
- Grup Kunlun Volc
- Leizhou Bandao
- Grup Longgang
- Tengchong
- Grup Tianshan Volc
- Turfan
- Wudalianchi

## Europa
Açores
- Agua de Pau
- Cabeço Gordo (actiu)
- Capelinhos a l'illa de Faial (actiu)
- Monte dos Homens (inactiu)
- Morro Alto (inactiu)
- Furnas
- Graciosa (inactiu)
- Pico (inactiu)
- San Jorge
- Sete Cidades

 Alemanya
- Rhön
- Vogelsberg
- Hohe Acht (inactiu)
- Hohentwiel (inactiu)
- Laacher See (inactiu)

 Espanya
- Illes Canàries
  - Teide (Tenerife) (inactiu)
  - San Antonio (La Palma) (1677)
  - Cumbre Vieja (La Palma)
  - Siete Fuentes (Tenerife) (1704)
  - Fasnia (Tenerife) (1705)
  - Montaña Negra (Tenerife) (1706)
  - Timanfaya (Lanzarote) (1730-1736)
  - Chahorra (o Narices del Teide) (Tenerife) (1798)
  - Chinyero (Tenerife) (1909)
  - San Juan (La Palma) (1949)
  - Teneguía (La Palma) (1971)
- La Garrotxa[1]
  - Volcà de la Canya
  - Volcà d'Aiguanegra
  - Volcà de Repàs
  - Volcà de Repassot
  - Volcà del Cairat
  - Volcà de Claperols
  - Volcà del Puig de l'Ós
  - Volcà del Puig de l'Estany
  - Volcà del Puig de Bellaire
  - Volcà de Gengí
  - Volcà del Bac de les Tries
  - Volcà de les Bisaroques
  - Volcà de la Garrinada
  - Volcà del Montsacopa
  - Volcà de Montolivet
  - Volcà de Can Barraca
  - Volcà del Puig Astrol
  - Volcà de Pujalós
  - Volcà del Puig de la Garsa
  - Volcà del Croscat
  - Volcà de Cabrioler
  - Volcà del Puig Jordà
  - Volcà del Puig de la Costa
  - Volcà del Puig de Martinyà
  - Volcà del Puig de Mar
  - Volcà de Santa Margarida
  - Volcà de Comadega
  - Volcà del Puig Subià
  - Volcà de Rocanegra
  - Volcà de Simon
  - Volcà del Pla sa Ribera
  - Volcà de Sant Jordi
  - Volcà del Racó
  - Volcà de Fontpobra
  - Volcà de la Tuta de Colltort
  - Volcà de Can Tià
  - Volcà de Sant Marc (fora dels límits del Parc Natural de la Zona Volcànica de la Garrotxa)
  - Volcà del Puig Roig (fora dels límits del Parc Natural de la Zona Volcànica de la Garrotxa)
  - Volcà del Traiter
  - Volcà de les Medes
- Vall de la Llémena i depressió de la Selva[1]
  - Volcà de la Crosa de Sant Dalmai
  - Volcà del Puig d'Adri
  - El Rocàs
  - Volcà del Clot de l'Omera
  - Volcà del Puig de la Banya del Boc
  - Volcà de Granollers de Rocacorba
  - Puig Montner
- Cap de Gata[2]
- Campo de Calatrava[2]
- Cofrents[2]
- Els Columbrets[2]

 França
- Puy de Dôme (inactiu)
- St. Paul (inactiu)

Geòrgia
- Kabargin Oth Gruppe
- Kasbek

Gran Bretanya i Mar del Nord
- Arthur's Seat, Edinburgh
- Bodmin Moor
- Borrowdale Volcanics
- Dartmoor
- Giant's Causeway
- Lake District

 Grècia
- Cos
- Methana
- Milos
- Nisyros
- Santorini (inactiu)

Islàndia
- Askja (inactiu)
- Baula (inactiu)
- Bláhnjúkur (inactiu)
- Brennisteinsalda (actiu)
- Eldfell (actiu)
- Esjufjoll
- Eyjafjallajökull (actiu)
- Grimsnes
- Grimsvotn
- Heimaey
- Hekla (actiu)
- Hengill (inactiu)
- Hofsjokull
- Hverfjall (inactiu)
- Hvannadalshnjúkur (inactiu)
- Kerið (inactiu)
- Kerlingarfjoll
- Katla (actiu)
- Krafla (actiu)
- Krisuvik
- Kverkfjöll (actiu)
- Laki-Krater (inactiu)
- Langjokull
- Ljosufjoll
- Lysuholl
- Oraefajokull
- Ok (actiu)
- Prestahnukur
- Snaefellsjökull (inactiu)
- Surtsey (actiu)
- Tindfjöll (inactiu)

Itàlia
- Etna (actiu)
- Amiata
- Campi Flegri
- Ferdinandea (inactiu)
- Ischia
- Larderello
- Lipari
- Pantelleria
- Stromboli (actiu)
- Vesuvi (actiu)
- Vulcano (actiu)
- Vulsini

Noruega
- Bouvetoya
- Beerenberg

## Oceania
Austràlia
- Illa Heard i illes McDonald
  - Big Ben (actiu)
- Nova Gal·les del Sud
  - Mont Canobolas
  - Mont Warning
- Queensland
  - Glasshouse Mountains
  - Mont Fox
- Austràlia Meridional
  - Mont Gambier
  - Mont Schank
- Victòria
  - Lake Bullenmerrie
  - Mont Eccles, Parc Nacional.
  - Mont Elephant
  - Mont Kooroocheang
  - Mont Macedon
  - Mont Neurat
  - Mont Napier
  - Mont Warrenheip
  - Tower Hill, a Tower Hill State Game Reserve.

Fiji
- Koro
- Taveuni

Kermadec, illes
- Illa MacCauley
- Illa Raoul

Mariannes, illes
- Agrihan
- Alamagan
- Anatahan
- Asunsion
- Farallon de Pajaros
- Guguan
- Illa Maug
- Illa Pagan
- Sarigan

Nova Zelanda
- Rangitoto
- Als voltants de Taupo:
  - Cons volcànics:
    - Ruapehu (actiu)
    - Tongariro (actiu)
    - Ngauruhoe (actiu)
    - Mont Edgecumbe (Putauaki)
    - Tauhara
    - Waiotapu
    - Mont Tarawera
    - Kawerau
    - White Island

  - Calderes:
    - Lake Taupo
    - Okataina
    - Lake Rotorua
- Taranaki (inactiu)
- Lyttelton i Akaroa a la Península Banks
- Otago Harbour
- Illes Antípodes
- Illa Scott (inactiu)

Papua - Nova Guinea
- Illes Admiral
  - Baluan
  - St. Andrew Strait
- Illes D'Entrecasteaux
  - Dawson Strait Gruppe
  - Goodenough
  - Iamalele
- Nova Bretanya
  - Bamus
  - Bola
  - Dakataua
  - Garove
  - Garbuna Gruppe
  - Garua Harbour
  - Hargy
  - Langila
  - Lolo
  - Lolobau
  - Mundua
  - Narage
  - Pago
  - Rabaul
  - Ulawan
  - Walo
- Nova Guinea
  - Crater Mountain
  - Doma Peaks
  - Hydrographer's Range
  - Koranga
  - Lamington
  - Madilogo
  - Managlase Plateau
  - Musa River
  - Sessagara
  - Victory
  - Waiowa
  - Yelia
- Nova Irlanda
  - Ambitle
  - Lihir
- Illes Vorgesetzte
  - Bam
  - Blup Blup
  - Boisa
  - Kadovar
  - Karkar
  - Long Island
  - Manam
  - Ritter Island
  - Sakar
  - Umboi

Salomó
- Bagana
- Balbi
- Billy Mitchell
- Kavachi
- Loloru
- Nonda
- Savo
- Simbo
- Takuan Grup
- Tinakula
- Tore

Samoa
- Savai'i
- Upolu
- Ta'u
- Ofu-Olosega
- Tutuila

Terres Australs i Antàrtiques Franceses
- Illa Nova Amsterdam (inactiu)
- Ile aux Cochons
- Ile de l'Est
- Ile de la Possession
- Illes Kerguelen (antigues illes de la Dessolació)
- Illa de Saint Paul

Tonga
- Fonuafo'ou
- Fonualei
- Kao
- Lateiki
- Niuafo'ou
- Tafahi
- Tofua (actiu)

Vanuatu
- Ambryn
- Aneityum
- Aoba
- Epi
- Gaua
- Kuwae
- Lopevi
- Mere Lava
- Motlav
- North Vate
- Suretamatai
- Traitor's Head
- Yasur

Mart
- Mont Olimp (inactiu)
- Mont Arsia
- Mont Pavonis
- Mont Ascraeus